# Harrods
A Harrods é uma das mais famosas lojas de departamentos do mundo, localizada na rua Brompton Road, Knightsbridge, Londres. Ocupa uma área de 5 acres e tem 90.000 m² de espaço de venda, sendo a maior loja da capital inglesa. O lema da Harrods é Omnia Omnibus Ubique — "Todas as coisas, Para todas as pessoas, Em todo lugar".

## História

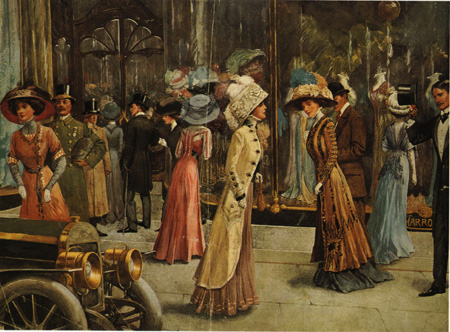
Harrods em 1909.

Harrods foi estabelecida em 1834 na então pobre área de East End, antes do reinado da Rainha Vitória. Em 1835, Alexandre Henry Harrod, um mercante de chá e comerciante por atacado de secos e molhados, começou a administrar sua loja oposta a sua casa em Stepney. Harrod estava preocupado com a epidemia de cólera varrendo Londres e conheceu um comerciante que estava tentando se livrar do aluguel de um armazém em Knightsbridge. A loja mudou-se em 1849 para um então semi-rural Brompton Road. 
Enquanto Knightsbridge desenvolvia-se, muitas lojas adjacentes foram compradas pela Harrods. Em 1880, cem pessoas já estavam contratadas. Mohamed Al-Fayed, comprou a loja em 1985 por £ 615 milhões, e a vendeu por £ 1,5 bilhões em maio de 2010 para a Qatar Holding que é a atual dona da Harrods. Entre seus melhores clientes, estiveram Oscar Wilde, Lilly Langtry, Ellen Terry, Nöel Coward, Sigmund Freud e A. A. Milne, bem como muitos membros da realeza britânica.

## Acontecimentos marcantes
- 1861 – Harrods passa por uma transformação, quando o filho de Harrods, Charles Digby Harrod, assume.
- 6 de dezembro de 1883 – Um incêndio destrói os edifícios do armazém, dando a oportunidade à família Harrod de reconstruir numa escala maior.
- 1912 – Harrods abre sua primeira e única agência estrangeira em Buenos Aires, Argentina. A loja, que, há anos, não mais se encontra em funcionamento, foi modelada através da Harrods de Knightsbridge. Continuou a ficar associada com a loja original até 1950, quando os setores se tornaram diversos.
- 1959 – Harrods é comprada pela House of Fraser
- 1983 – Uma bomba, implantada pelo IRA, mata seis pessoas.
- 1985 – A loja foi comprada por Mohamed e por seu irmão, Ali al-Fayed, por 615 milhões de libras esterlinas. Desde então, o espaço de venda tem sido aumentado para incluir previamente áreas de depósito e de estafe de auxiliares nos andares de base e de topo.
- 1994 – House of Fraser e Harrods separam-se. Harrods permanece como posse da família Fayed, enquanto que a House of Fraser tem suas ações na Bolsa de Valores de Londres.
- 2010 – Mohamed Al-Fayed vende a loja para o grupo Qatar Holding.

## Galeria

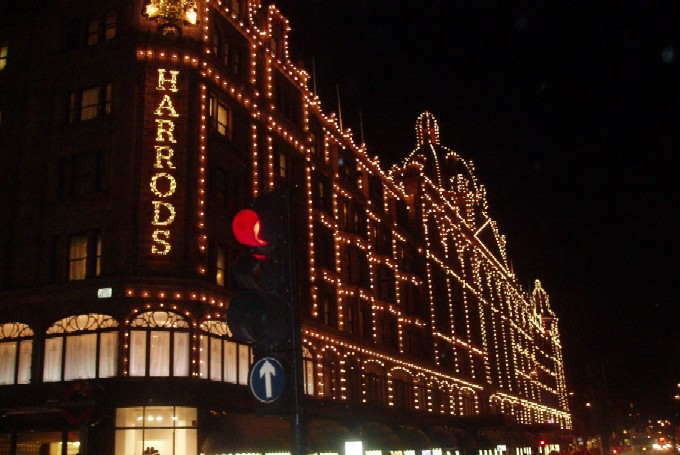
Harrods à noite, fevereiro de 2005
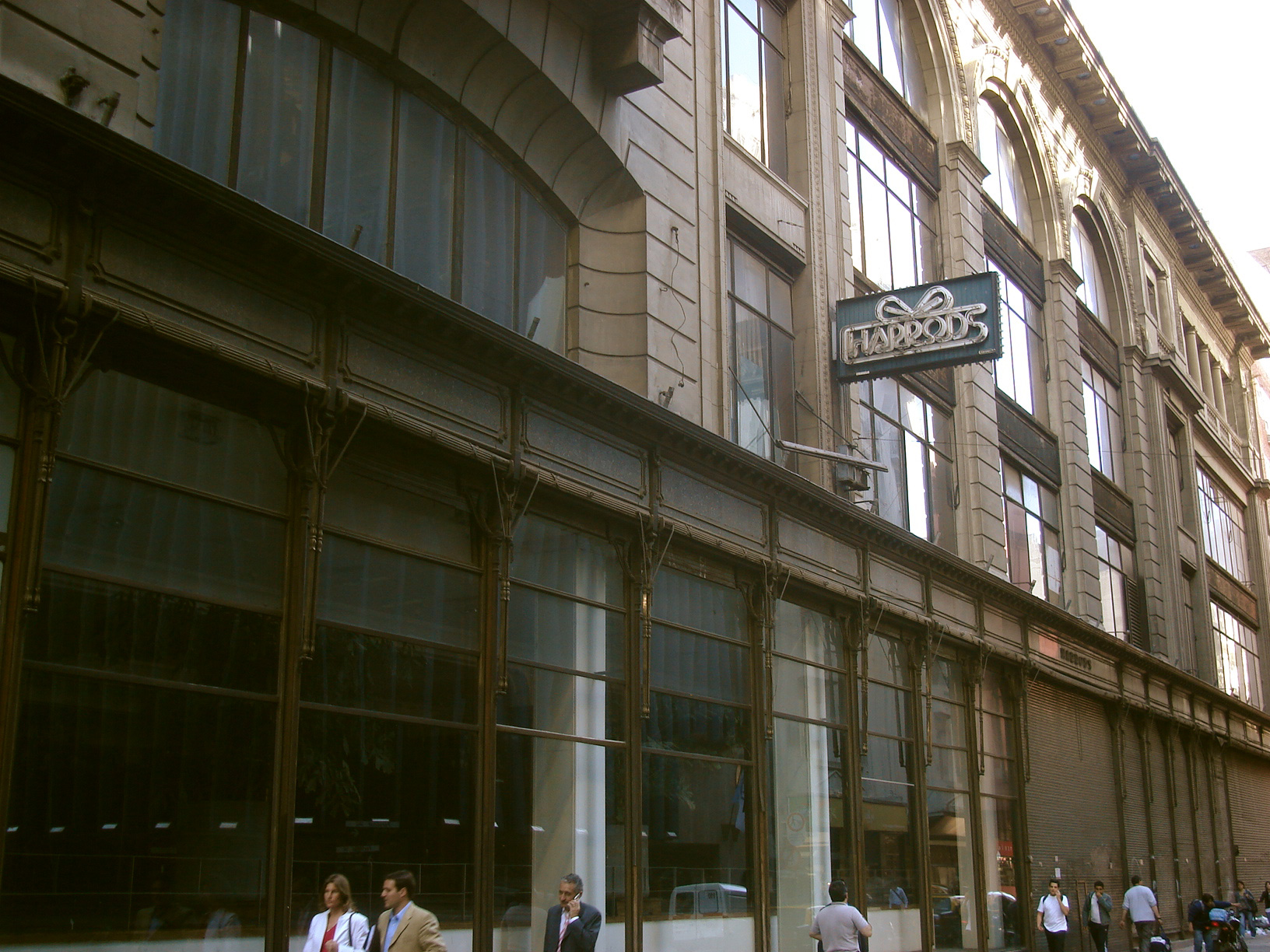
Fachada posterior da Harrods em Buenos Aires, Argentina
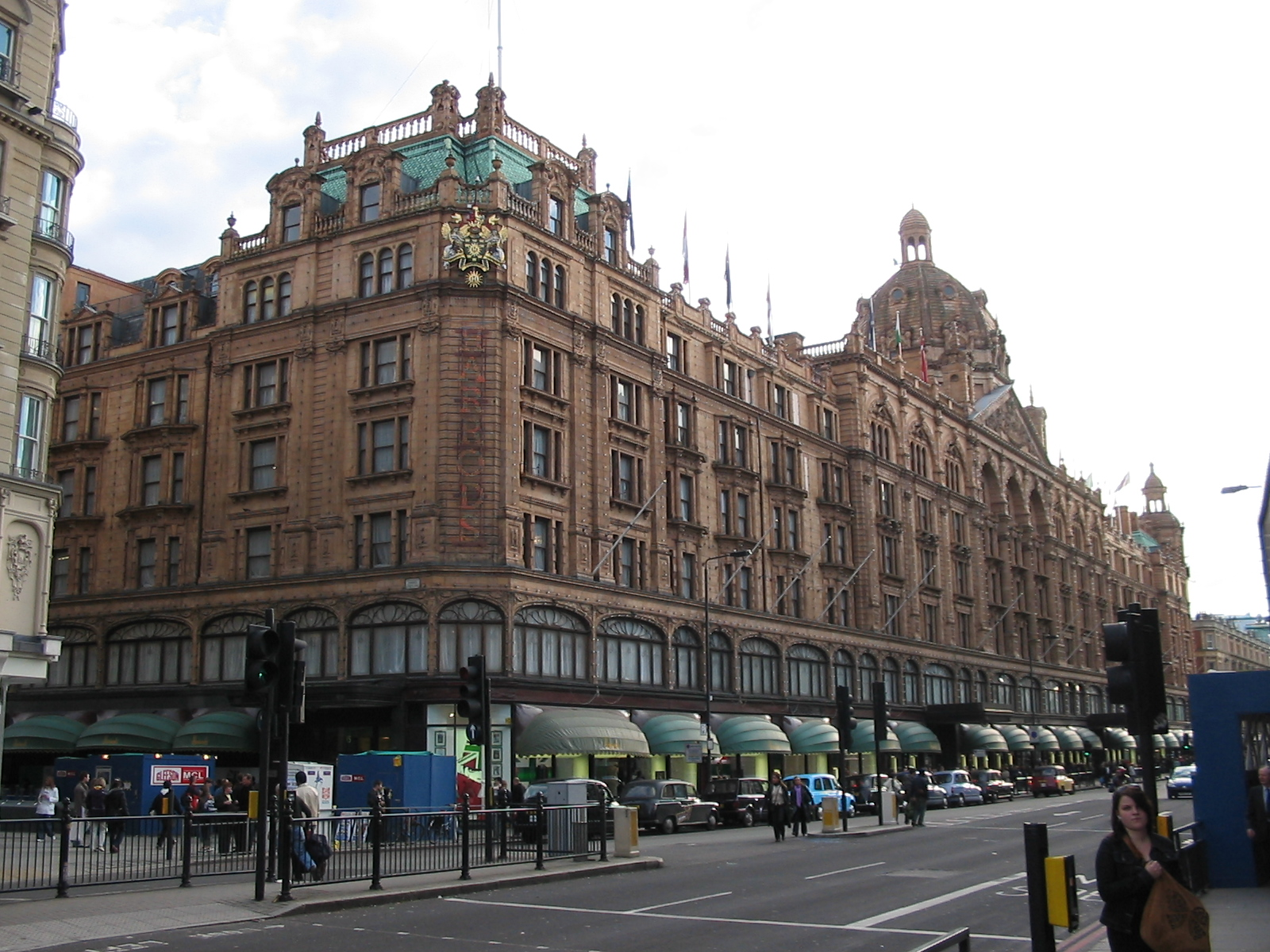
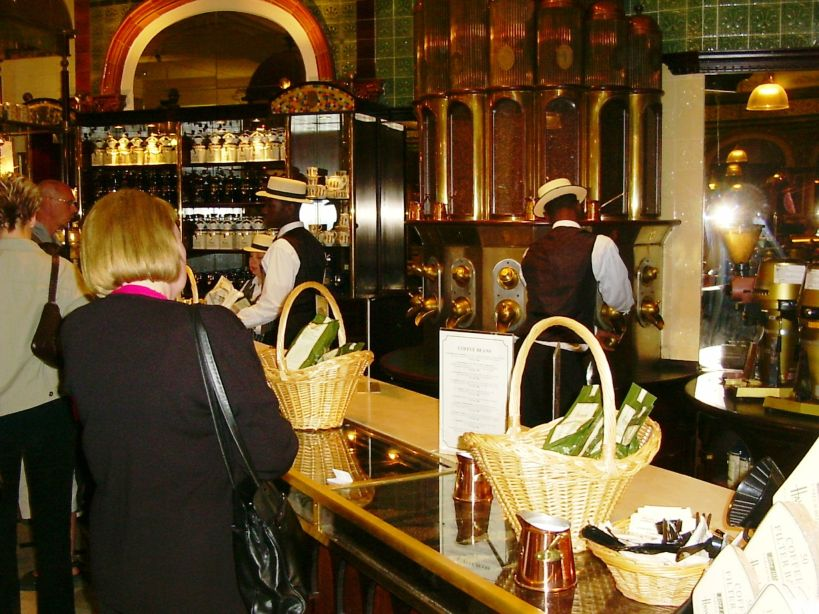
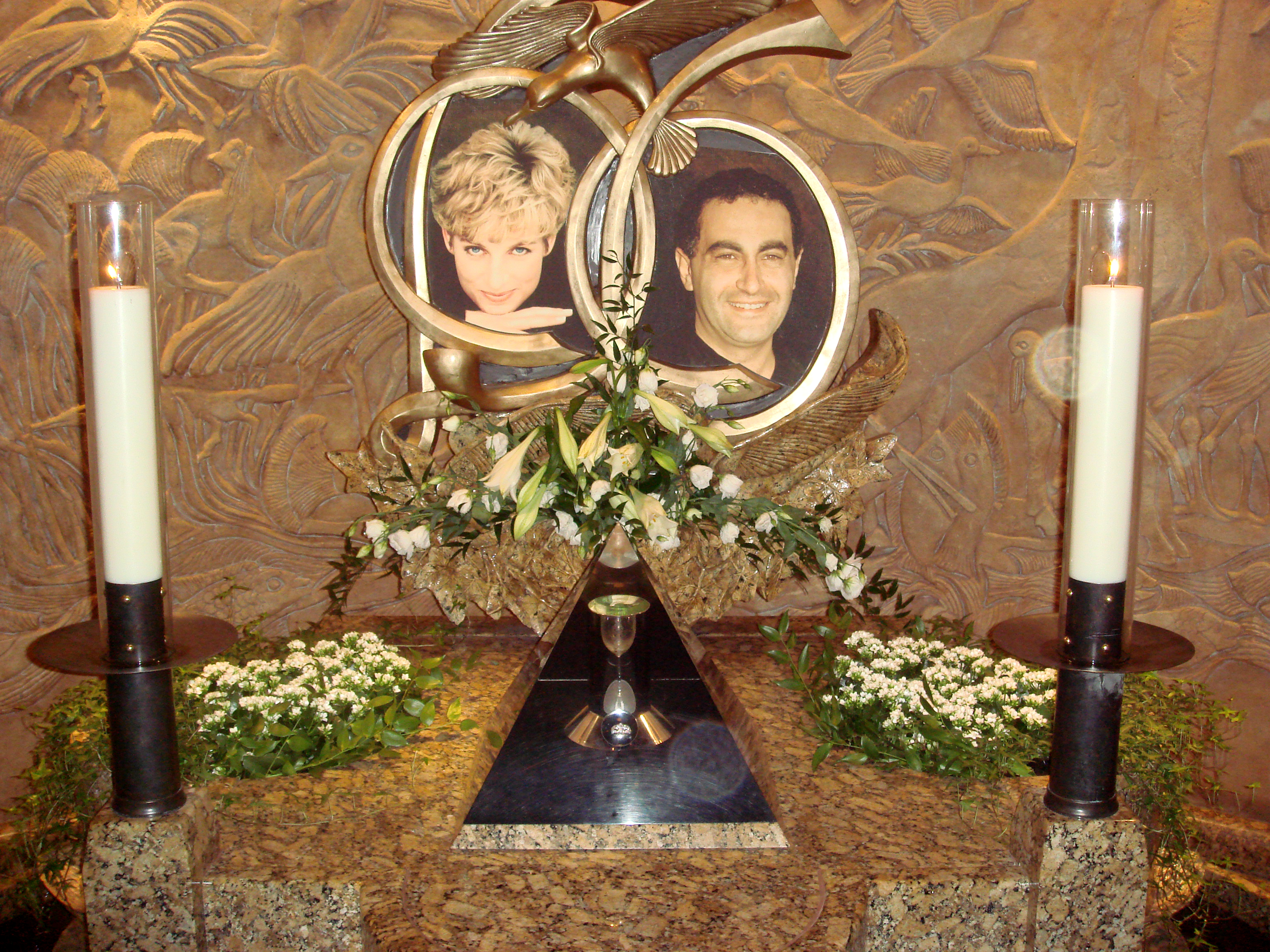
Diana, princesa de Gales e Dodi Al-Fayed (1998)
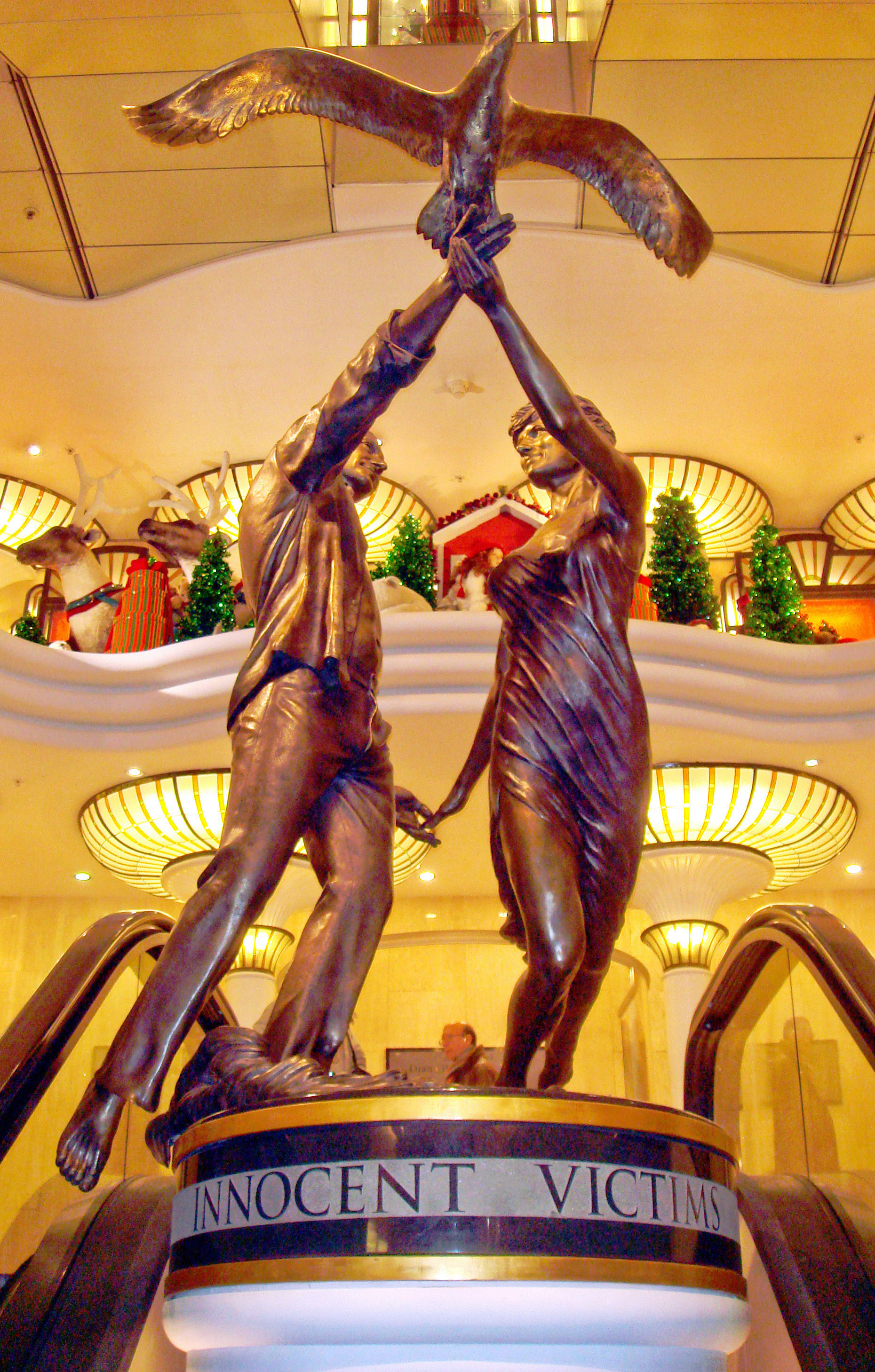
"Innocent Victims" (2005)
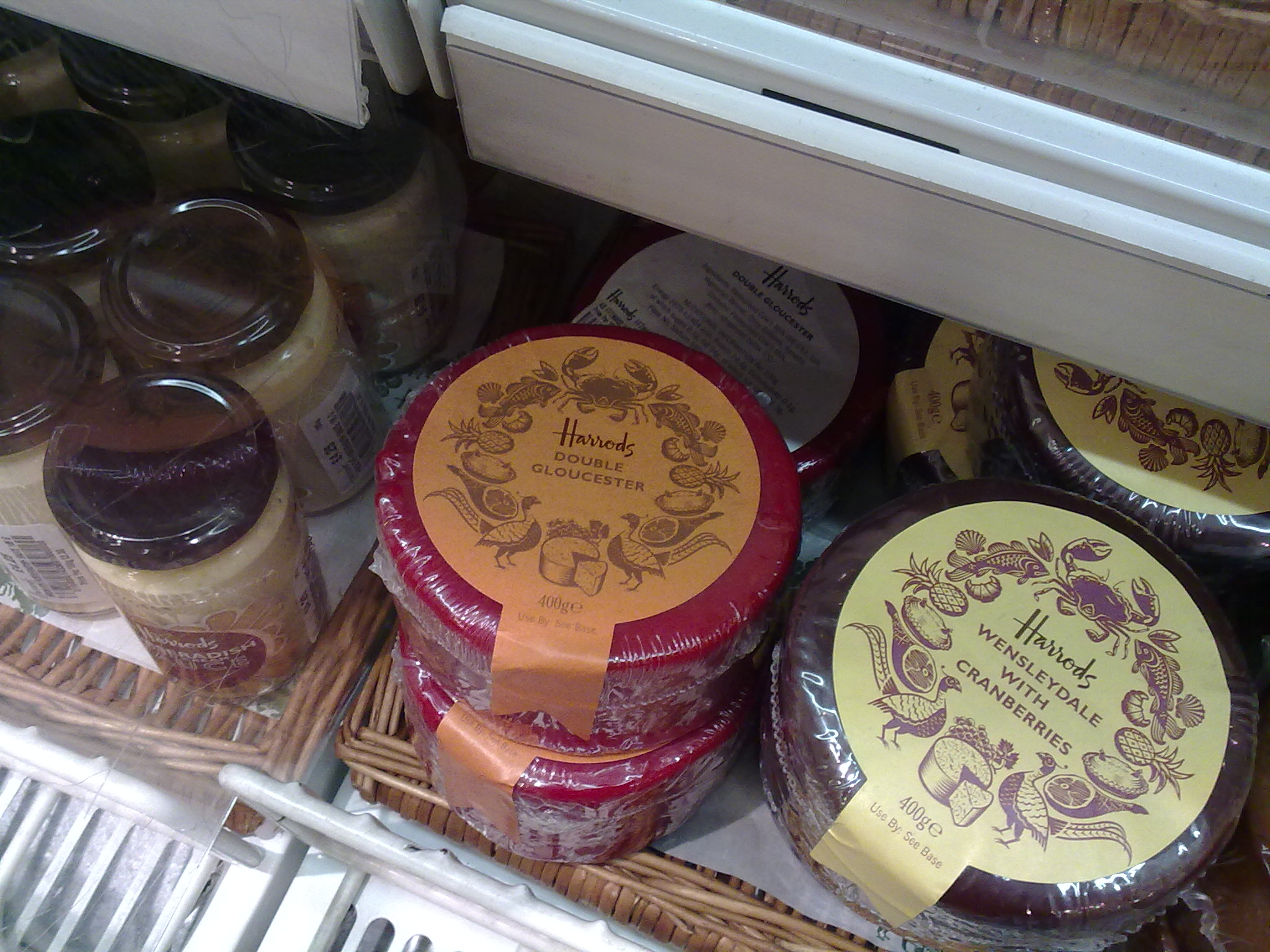
Produtos alimentícios num estabelecimento da Harrods